# 舍格错
舍格错是一个位于中国西藏自治区那曲地区的湖泊，面积约为2.06平方千米，属于青藏高原。它的一级流域为广西、云南、西藏、新疆诸国际河流，二级流域为雅鲁藏布江—布拉马普特拉河水系。